# Niu Fu
Niu Fu (?-192) est un officier de Dong Zhuo, qu'il sert depuis ses débuts lors de la repression de la rébellion de la Province de Liang et lors des combats de la campagne déclenchée contre lui, jusqu'à son assassinat.
Niu Fu décide de venger le tyran après sa mort et marche alors vers Chang'an en l'an 192. Lorsqu'il y arrive, il est accueilli par l'invincible Lü Bu. Réalisant qu'il ne fait pas le poids face à lui, il s'enfuit et se fait ensuite tuer par Hu Chi'er, son homme de confiance.